# Козаченко Ігор Іванович
І́гор Іва́нович Козаче́нко (нар. 9 грудня 1985, Київ) — український письменник.
Член Національної Спілки письменників України. Літературний псевдонім — Святослав Козаченко.

## Біографія
Народився в Києві в родині поетів. Батько — Іван Козаченко, поет, музикант, мати — Тетяна Крижанівська — поетеса, прозаїк.

## Освіта
Закінчив Інститут філології Київського національного університету імені Тараса Шевченка, фах — фольклорист, філолог.

## Відзнаки
- Лауреат літературного конкурсу «Смолоскип» (2010).
- Лауреат літературного конкурсу «Гранослов»" (2010).

## Книги
- Козаченко Святослав. Сьогодні я став моржем: роман. — К. : журнал «Всесвіт», 2011. — 208 с.
- Козаченко Святослав. Чарівна казка: роман. — Тернопіль: Терно-граф, 2013. — 304 с.
- Козаченко Святослав. Вбивця мистецтва: роман. К: Ярославів Вал, 2016. — 288 с.